# لاکو آمنو
لاکو آمنو (به ایتالیایی: Lacco Ameno) یک کومونه در ایتالیا است که در استان ناپل واقع شده‌است.

## خصوصیات
لاکو آمنو ۲٫۷ کیلومترمربع مساحت و ۴٬۶۳۲ نفر جمعیت دارد.

## نگارخانه

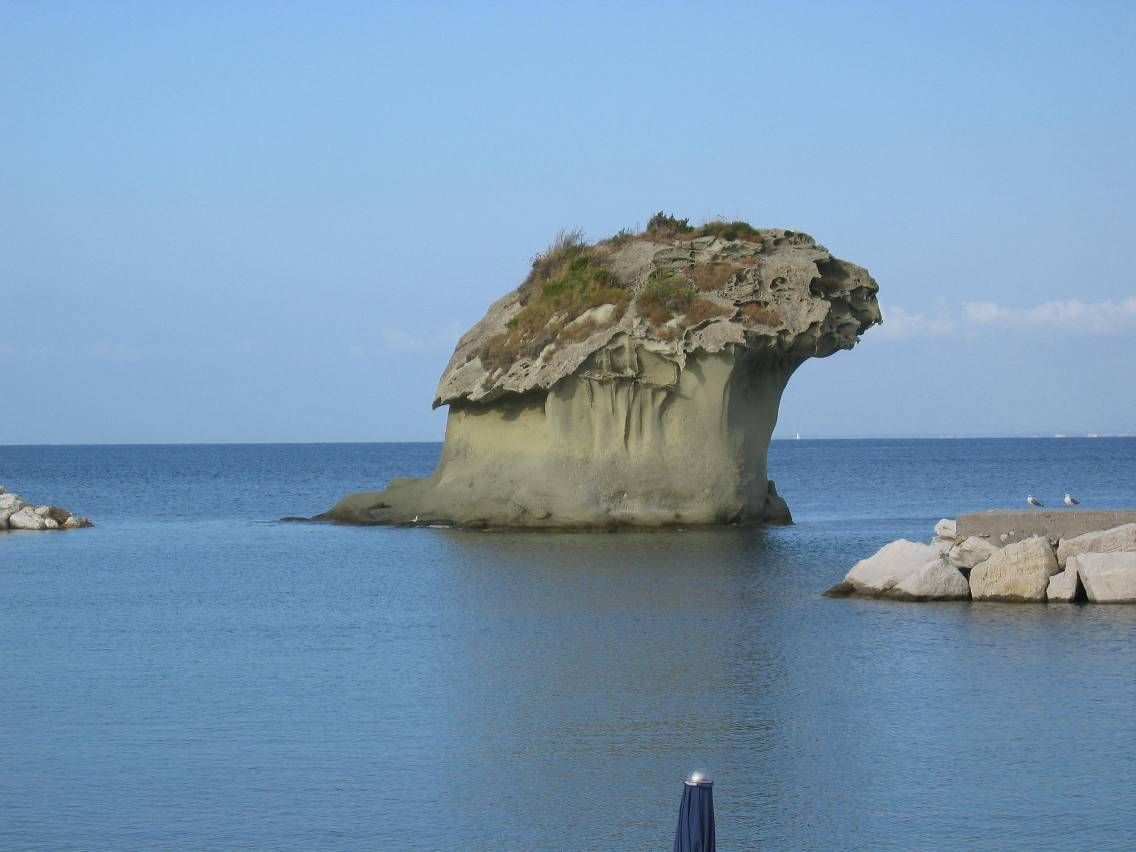
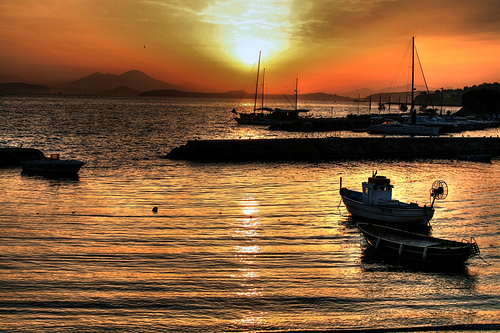